# Джон Крістенсен (хокеїст на траві)
Джон Крістенсен (англ. John Christensen, 29 квітня 1948) — новозеландський хокеїст на траві.
Олімпійський чемпіон 1976 року, учасник 1968, 1972 років.